# Franz Betz (Skilangläufer)
Franz Betz (geb. 18. Januar 1952 in Nesselwang) ist ein ehemaliger deutscher Skilangläufer.

## Erfolge
Er trainierte beim SK Nesselwang und startete bei den Olympischen Winterspielen 1972 in Sapporo und bei den Winterspielen 1976 in Innsbruck. Franz Betz gewann 1972 bei der Junioren-Europameisterschaft die Bronzemedaille.  1974 und 1975 gewann er jeweils die deutschen Meisterschaften im Lauf über 30 km. Mit 24. Jahren übernahm er den elterlichen Hof, den er später zu Ferienwohnungen ausbaute. Er arbeitete auch noch eine Zeitlang als Trainer für die Langlauf-Damen.